# 佐土原駅
佐土原駅（さどわらえき）は、宮崎県宮崎市佐土原町下田島にある、九州旅客鉄道（JR九州）・日本貨物鉄道（JR貨物）日豊本線の駅である。事務管コードは▲940501。
かつては妻線が接続していた。また、1996年まで日本国有鉄道（国鉄）鹿児島鉄道管理局及び九州旅客鉄道鹿児島支社管轄の北端だった。

## 歴史
- 1920年（大正9年）9月11日：鉄道省日豊本線の広瀬駅（ひろせえき）として開業[1][5]。
- 1965年（昭和40年）7月1日：2代目となる佐土原駅に改称[6]。これに先んじて1965年6月1日に、妻線の佐土原駅（初代）が西佐土原駅に改称された[1][3]。
- 1967年（昭和42年）3月頃：駅舎改築[7]。
- 1984年（昭和59年）
  - 2月1日：貨物取扱廃止[6]。
  - 12月1日：妻線廃止[3]。
- 1985年（昭和60年）3月14日：荷物取扱廃止[6]。
- 1986年（昭和61年）11月1日：駅員無配置駅となる[8]。
- 1987年（昭和62年）4月1日：国鉄分割民営化に伴い、九州旅客鉄道（JR九州）の駅となる[6]。
- 1991年（平成3年）7月31日：JR貨物の駅が開業[6]。
- 1998年（平成10年）10月3日：貨物列車の設定廃止。
- 2005年（平成17年）10月1日：前日をもって寝台特急「彗星」が廃止されたため、全列車停車駅となる。
- 2006年（平成18年）4月1日：JR貨物の駅がオフレールステーションとなる。
- 2015年（平成27年）11月14日：ICカード「SUGOCA」の利用が可能となる[9]。
- 2022年（令和4年）
  - 1月15日：新跨線橋及び付随するエレベーターの使用を開始[10][11]。
  - 4月1日：宮崎支社の発足により、鹿児島支社から同支社へ移管[12]。
- 2023年（令和5年）10月1日：JR九州サービスサポートによる業務委託駅から[13]、九州旅客鉄道本体による直営駅へと変更[14]。

## 駅構造
駅舎に接した単式ホーム1面1線と島式ホーム1面2線の合計2面3線を有する地上駅で、ホーム間の連絡には跨線橋（エレベーター付）を使う。かつては単式ホーム1番線と島式ホーム2・3番線の2番線との間に中線が1線あったが、新跨線橋・エレベーター設置のために撤去された。この中線と1番線は非電化で、電車の進入は出来ない。
宮崎駅 - 当駅間の区間列車を含め2・3番線を使用する。これは、2022年9月23日実施のダイヤ改正で、宮崎～佐土原・高鍋方面の普通列車を全て気動車から電車に置換えたため、当駅折返し列車でも1番線の使用が不可能になったためである。（1番線はかつて妻線が使用していたが、現在は車止めが設置されており延岡方面へ進むことは出来ない）。
JR九州本体による直営駅（営業時間：7:30 − 13:00, 13:30 − 15:00、駅長配置なし）であり、きっぷうりばが設置されている。
当駅から宮崎方面はIC乗車カード「SUGOCA」の利用が可能で（相互利用可能ICカードはSUGOCAの項を参照）、簡易SUGOCA改札機が設置されている。SUGOCAは「無記名式」のみを券売機で販売しており、きっぷうりばでは販売していない。また、定期券など「記名式」の出来SUGOCAは購入出来ない。
タッチパネル式のICカード対応自動券売機が設置されており、SUGOCAポイントのチャージやICカードでの特急券の購入などが行える。また、改札内にもICカードチャージ機が設置されている。
SUGOCAの利用可能エリア（宮崎エリア）は当駅が北限となり、高鍋・延岡方面及び大分県との間を行き来する場合の利用は不可。

### のりば
| のりば | 路線      | 方向           | 行先                      | 備考       |
| ------ | --------- | -------------- | ------------------------- | ---------- |
| 1      | ■日豊本線 | 下り           | 宮崎・都城 / 宮崎空港方面 | 現在未使用 |
| 2・3   | ■日豊本線 | 下り           | 宮崎・都城 / 宮崎空港方面 |            |
| 上り   | ■日豊本線 | 延岡・佐伯方面 |                           |            |

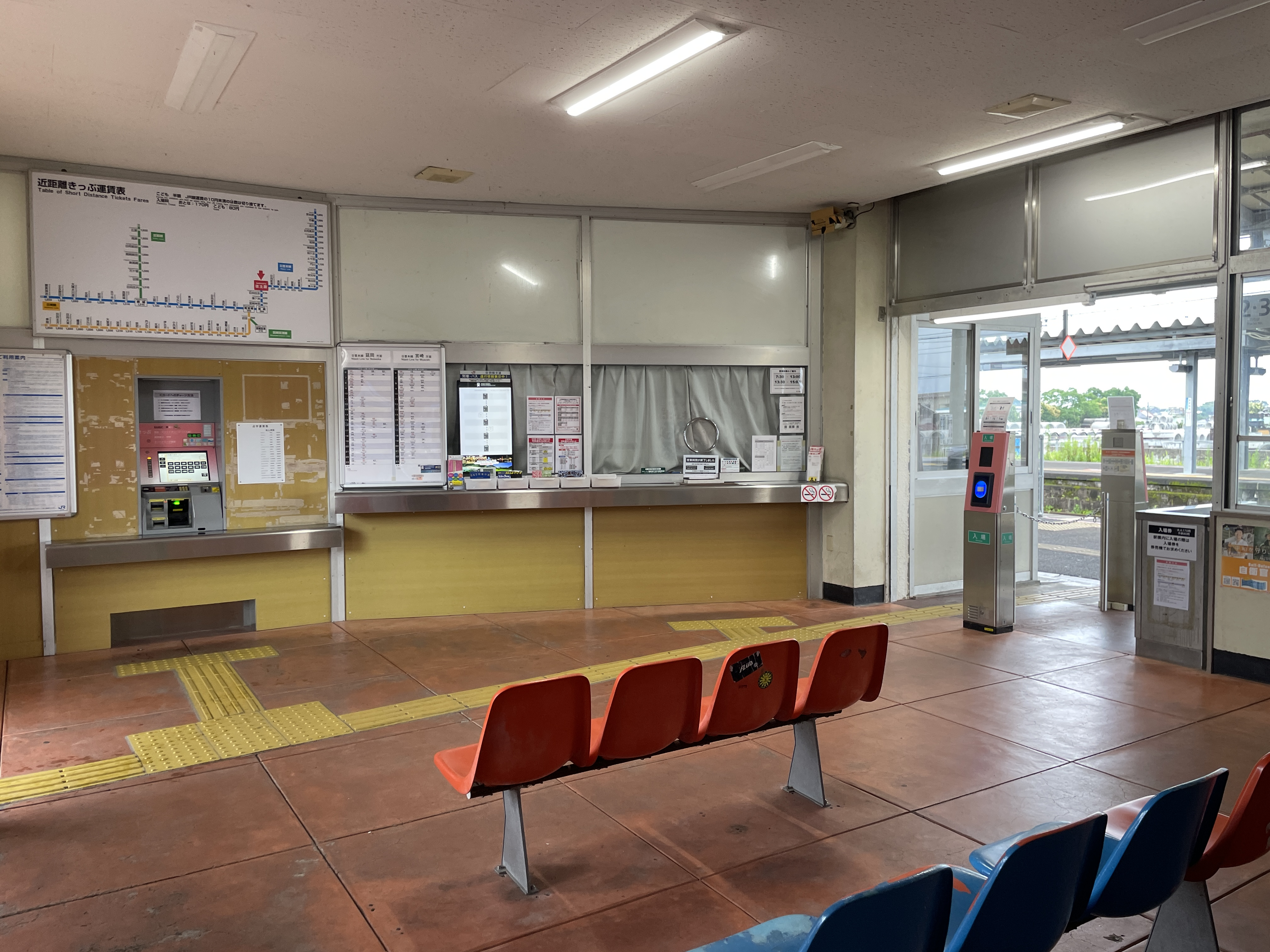
改札口と券売機（2023年6月）
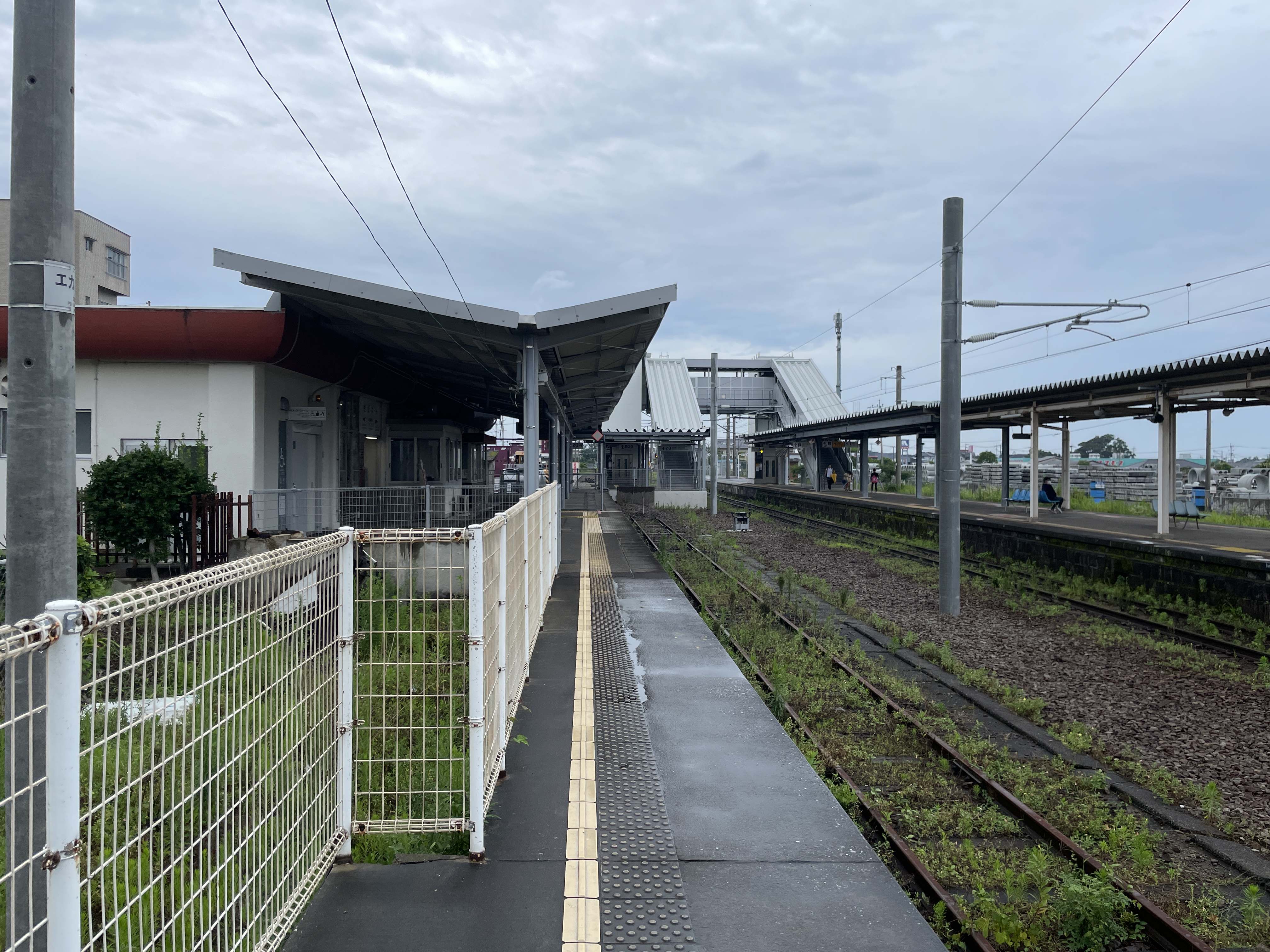
1番線ホーム（2023年6月）
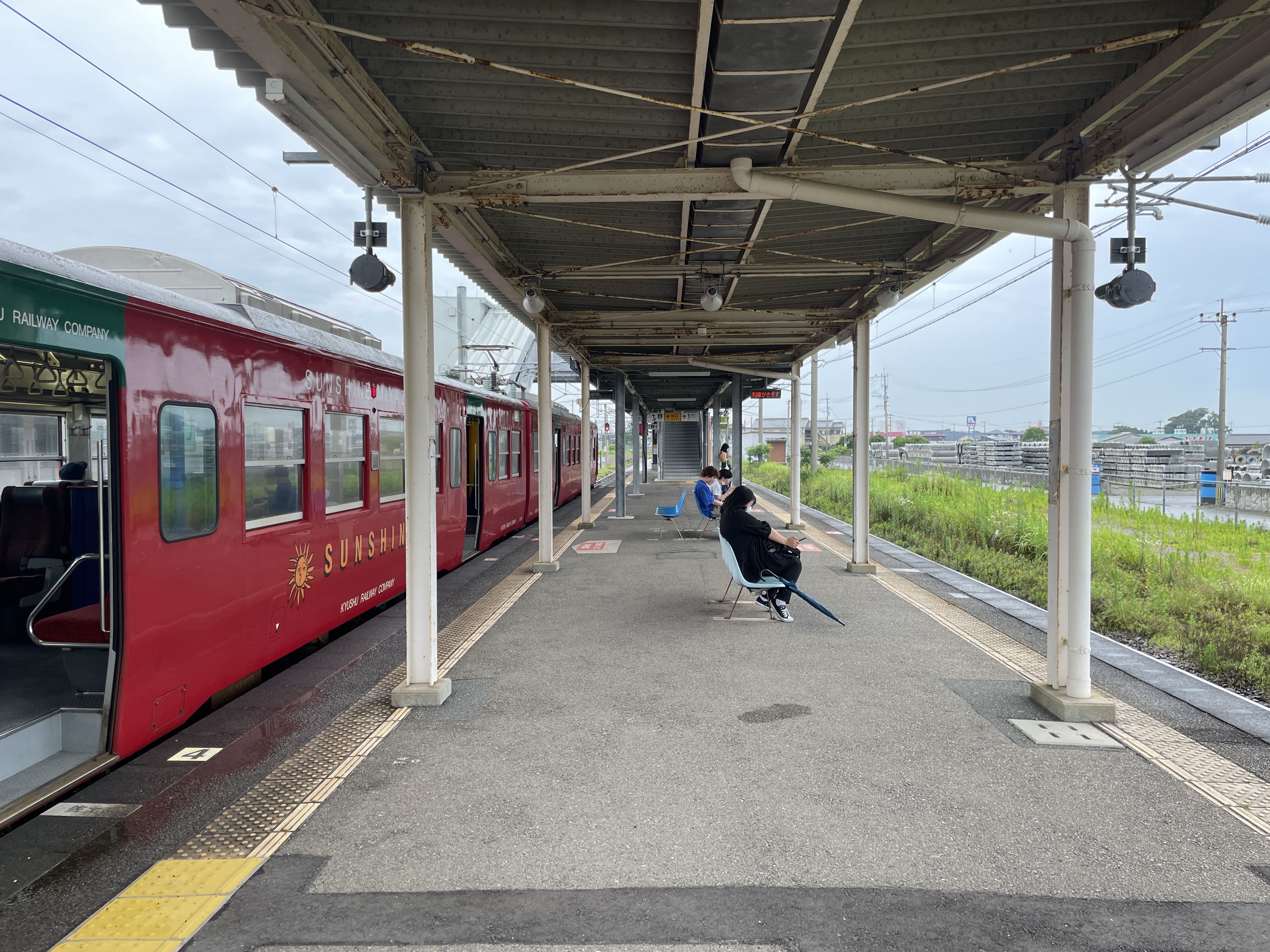
2・3番線ホーム（2023年6月）

## 佐土原オフレールステーション
佐土原オフレールステーション（略称：佐土原ORS）は、JR貨物佐土原駅に属し、駅舎に並んだ北側にあるコンテナ集配基地である。コンテナ貨物（12フィートコンテナのみ）を取扱っており、貨物列車代替のトラック便がここと延岡駅との間で1日2往復運行されている。なお、駅舎の中にはJR貨物宮崎営業所が入っている。
かつては宮崎駅の構内に「宮崎コンテナセンター」があり、同様にトラック便による輸送が行われていた。同駅高架化に伴いその機能が当駅に移されることとなり、1991年（平成3年）7月に当駅の貨物取扱が復活し貨物列車が発着するようになったが、1998年（平成10年）10月には貨物列車が廃止され自動車代行駅となった。なお、2006年（平成18年）4月より、コンテナ基地の名称がオフレールステーションとなっている。

## 利用状況
2023年（令和5年）度の1日平均乗車人員は1,136人である。
近年の1日平均乗車人員の推移は以下の通り。
| 年度   | 1日平均 乗車人員 | 出典   |
| ------ | ---------------- | ------ |
| 1996年 | 1,001            | -      |
| 1997年 | 994              | -      |
| 1998年 | 993              | -      |
| 1999年 | 1,012            | -      |
| 2000年 | 988              | -      |
| 2001年 | 995              | -      |
| 2002年 | 984              | -      |
| 2003年 | 1,020            | -      |
| 2004年 | 1,018            | -      |
| 2005年 | 1,048            | -      |
| 2006年 | 1,007            | -      |
| 2007年 | 1,006            | -      |
| 2008年 | 1,010            | -      |
| 2009年 | 994              | -      |
| 2010年 | 954              | -      |
| 2011年 | 954              | -      |
| 2012年 | 984              | -      |
| 2013年 | 1,065            | -      |
| 2014年 | 1,039            | -      |
| 2015年 | 1,062            | -      |
| 2016年 | 1,075            | [ 19 ] |
| 2017年 | 1,072            | [ 20 ] |
| 2018年 | 1,112            | [ 21 ] |
| 2019年 | 1,130            | [ 22 ] |
| 2020年 | 957              | [ 23 ] |
| 2021年 | 944              | [ 24 ] |
| 2022年 | 1,038            | [ 25 ] |
| 2023年 | 1,136            | [ 18 ] |

## 駅周辺
- 宮崎市役所佐土原総合支所（佐土原町合併特例区事務所）
- 宮崎市立広瀬小学校
- 宮崎市立広瀬中学校
- 広瀬郵便局
- 宮崎市立久峰中学校
- 宮崎県立佐土原高等学校
- 宮崎市立広瀬北小学校
- 久峰総合公園 - サクラの名所
- ハイビスカスゴルフクラブ - ゴルフ場
- 宮崎国際ゴルフクラブ - ゴルフ場
- 宮崎サンシャイン国際ゴルフクラブ - ゴルフ場
- 宝塔山公園 - サクラの名所
- 伊勢化学工業宮崎工場・佐土原鉱山
- 国道10号
- タイヨー 佐土原店
- ホームプラザナフコ 佐土原店

## バス路線
一般路線バスはすべて宮崎交通による運行。
- 佐土原駅バス停 - 駅前ロータリー上
  - 佐土原駅 - 西佐土原 - 黒生野 - 西都バスセンター
  - 佐土原高校前

- 佐土原駅前バス停 - 駅前県道10号線上
  - 光陽台
  - 花ヶ島 - 橘通り3丁目 - 宮交シティ（一部大学病院・宮崎大学・県立看護大学）
  - 三納代 - 高鍋駅前 - 高鍋バスセンター
  - 三納代 - 高鍋駅前 - 高鍋バスセンター - 役場前 - 高鍋温泉めいりんの湯
  - 三納代 - 日向新富駅 - 高鍋駅前 - 木城温泉館湯らら
  - 北高校
  - 高速バス
    - （西日本鉄道・宮崎交通、夜行）高速基山 - 福岡空港国際線 - 福岡（博多バスターミナル・西鉄天神高速バスターミナル）
    - （みとシティライナー、昼行）新八代駅前 - 福岡（HEARTSバスステーション博多）

## 隣の駅
九州旅客鉄道（JR九州）
■日豊本線
- 特急「にちりん」「にちりんシーガイア」「ひゅうが」停車駅
  - かつては当駅を通過する「にちりん」が存在したほか、寝台特急「彗星」や「富士」は最末期まで当駅を通過していた。

日向新富駅 - 佐土原駅 - 日向住吉駅

### 廃止区間
日本国有鉄道
妻線
佐土原駅 - 西佐土原駅